# Johan Jakobsson (Liberalerna)
Johan Gustav Vilhelm Jakobsson, född 29 maj 1970 i Boo församling, Stockholms län, är en tidigare partisekreterare för Folkpartiet Liberalerna. Mellan 2020 och 2021 var han chef för kommunikation och opinionsbildning på Svenskt Näringsliv. Från och med 2023 är Jakobsson statssekreterare med ansvar för kommunikation hos statsminister Ulf Kristersson.

## Biografi
Jakobsson är grundare av och har tidigare varit vd på konsultföretaget Nordic Public Affairs AB. Jakobsson har även varit senior advisor på Public Affairs-avdelningen hos Vattenfall.
Från augusti 2007 till september 2010 var Jakobsson Deputy Managing Partner på Kreab Gavin Anderson.
Jakobsson var 1993–1994 ordförande vid Stockholms Studentkårers Centralorganisation (SSCO).
Jakobsson är huvudägare i Johan Jakobsson Placering AB, ett svenskt företag verksamt inom värdepappershandel.
Jakobsson var partisekreterare för Folkpartiet liberalerna 2003–2006. Han pekades då ofta ut som ansvarig för den förnyelseprocess som Folkpartiet genomgick efter valförlusten 1994. Efter partiets stora framgångar i valet 2002 utsågs han till partisekreterare. Han anses som partisekreterare ha haft ett stort inflytande på partiets politik. Han anklagades för att ha begått fel i anslutning till den så kallade spionaffären i den svenska valrörelsen 2006. Han avgick då som partisekreterare den 5 september 2006. Den rättsliga prövningen frikände senare Jakobsson.

### Familj
Johan Jakobsson är gift med Anette Maria Jakobsson och har tillsammans fyra barn.